# Endectyon hamatum
Endectyon hamatum är en svampdjursart som först beskrevs av Schmidt 1870.  Endectyon hamatum ingår i släktet Endectyon och familjen Raspailiidae. Inga underarter finns listade i Catalogue of Life.